# 帯広市児童会館
帯広市児童会館（おびひろしじどうかいかん）は、北海道帯広市にある社会教育施設。児童文化センターと青少年科学館の機能を併せ持つ施設になっている。

## 概要
緑ヶ丘公園にあり、児童文化センターには宿泊施設があり、寝食をともにしながら集団生活と生活体験を行う宿泊学習を行っている。また、各種の文化行事・クラブ行事はじめ、子育て支援として木の遊園地・もっくん広場を設置している。青少年科学館は科学知識の普及および幼少期から科学に親しむための科学行事を提供しており、科学展示室・プラネタリウム・実験室を公開して楽しく学べる科学館を目指している。帯広市図書館・帯広百年記念館・おびひろ動物園と各施設の特色を活かしながら、連携したイベントを開催している。

## 施設
- 第1講堂（貸し室）
- 実習室（貸し室）
- 実験室
- 第2講堂（軽運動室）
- 宿泊室（80ベッド）
- もっくんひろば（木の遊園地・木のおもちゃ広場）
- 貝の展示コーナー
- 科学展示室（2014年11月リニューアル[3][4]）
  - 地球のようす館
- プラネタリウム
  - 「MS-10」（コニカミノルタ製）
  - ドーム直径10 m（定員82名）
- 天文台
  - 望遠鏡（アストロ光学工業製）
  - 地上高25.5 m、ドーム直径6 m

## 参考資料
- “帯広市児童会館条例”. 帯広市例規集.   帯広市 (2005年). 2015年6月29日閲覧。
- “帯広市児童会館条例施行規則”. 帯広市例規集.   帯広市 (2007年). 2015年6月29日閲覧。